# Deep Rock Galactic
Deep Rock Galactic é um videogame cooperativo de tiro em primeira pessoa desenvolvido pelo estúdio dinamarquês Ghost Ship Games e publicado pela Coffee Stain Publishing. Deep Rock Galactic foi lançado em 13 de maio de 2020 para Windows e Xbox One após passar dois anos em acesso antecipado. O jogo foi lançado posteriormente para PlayStation 4 e PlayStation 5 em janeiro de 2022, e para Xbox Series X/S em setembro de 2022.
Deep Rock Galactic se passa no planeta alienígena de Hoxxes IV, cujas cavernas são ricas em minerais e minérios, mas cheias de vida selvagem hostil e ambientes perigosos. O jogador controla um minerador anão empregado pela Deep Rock Galactic, uma corporação de mineração intergaláctica que envia funcionários para as cavernas de Hoxxes IV para extrair recursos. Os jogadores podem se juntar a até três outros anões em missões no planeta, onde devem navegar em cavernas geradas proceduralmente e completar objetivos enquanto lutam contra enxames de alienígenas.
O jogo recebeu críticas positivas, que elogiaram sua atmosfera e sua jogabilidade baseada em classes. O jogo vendeu mais de 5 milhões de unidades em janeiro de 2023 e faz parte do serviço de assinatura do Xbox Game Pass desde novembro de 2020. Também estava disponível para assinantes do PlayStation Plus durante o mês de seu lançamento.
Um spin-off, Deep Rock Galactic: Survivor, foi anunciado em março de 2023. É um jogo shoot 'em up da Funday Games.Está programado para ser lançado em acesso antecipado em 2023.

## Jogabilidade
Deep Rock Galactic é um videogame cooperativo de tiro em primeira pessoa cuja jogabilidade gira principalmente em torno de missões que ocorrem em sistemas de cavernas geradas proceduralmente e totalmente destrutíveis; estas podem ter geração de terreno, objetivos, perigos e inimigos variados, dependendo do bioma selecionado e do tipo de missão. Ao pousar em uma caverna por meio de uma cápsula orbital, os jogadores devem completar o objetivo da missão, como minerar determinados recursos ou realizar o reparo de equipamentos abandonados. Ao fazer isso, eles devem lutar contra alienígenas hostis, administrar um suprimento limitado de munição e navegar pela caverna. Assim que o objetivo for concluído, os jogadores podem iniciar uma sequência de extração, onde os jogadores devem voltar pela caverna até uma cápsula de fuga para sair com segurança junto com todos os recursos coletados.

O Gunner atirando em um inimigo.

Os jogadores podem jogar missões sozinhos ou com até três outros jogadores. Antes de iniciar cada missão, os jogadores escolhem uma das quatro classes jogáveis: Scout, Engineer, Gunner e Driller (em português: Batedor, Engenheiro, Artilheiro e Escavador, respectivamente). Cada classe tem um carregamento único de armas e ferramentas, dando-lhes capacidades variadas em combate e navegação. Ao trabalhar em conjunto para tirar proveito de como esses diferentes recursos interagem, as equipes podem navegar com mais eficiência em uma caverna, completar objetivos e lutar contra inimigos. Por exemplo, a classe Engineer pode colocar plataformas nas paredes, enquanto a classe Scout tem um gancho pessoal. Para minerar um depósito mineral de difícil acesso no alto de uma parede, um Engineer poderia colocar uma plataforma sob o depósito e um Scout poderia agarrar-se a ela para minerar o depósito com segurança. Ao jogar sozinho, os jogadores podem optar por serem acompanhados por um drone que auxilia nos objetivos e no combate.
O jogo também apresenta sistemas de progressão o qual permite aos jogadores poderem comprar novas armas, melhorias de equipamentos e itens cosméticos para cada anão usando créditos e minerais de fabricação obtidos nas missões. Ao completar desafios, os jogadores também podem adquirir vantagens; isso dá aos anões habilidades adicionais, como aumento de velocidade de movimento. Desde 2021, existem eventos sazonais nos quais os jogadores podem desbloquear itens por meio de um sistema de passe de batalha gratuito.

## Desenvolvimento
Deep Rock Galactic é o primeiro jogo desenvolvido pela Ghost Ship Games. A equipe afirmou que se inspirou em Minecraft e Left 4 Dead, e sentiu que um problema com Left 4 Dead era que ele era desequilibrado para novos jogadores que queriam jogar com veteranos, como consequência disso, eles procuraram projetar um jogo onde todos os integrantes da equipe estariam em pé de igualdade, independentemente da experiência.
Deep Rock Galactic entrou no acesso antecipado em 28 de fevereiro de 2018, onde permaneceu por dois anos antes de seu lançamento completo em 2020. A Ghost Ship Games usou o modelo de acesso antecipado para obter feedback da comunidade a fim de determinar quais recursos priorizar. O estilo de arte low-poly foi escolhido por sua eficiência na adição de conteúdo. A parte mais difícil do desenvolvimento foi criar o gerador de mundo procedural . O Deep Rock Galactic usou a Unreal Engine para desenvolvimento e foi feito com o uso dos Blueprints para uma iteração rápida no desenvolvimento.
O jogo continua sendo desenvolvido com atualizações constantes, adicionando novos biomas, equipamentos e acessórios. Desde 4 de novembro de 2021, a Ghost Ship Games começou a lançar conteúdo em atualizações temáticas da temporada. Elas se concentram em novos tipos de inimigos e adicionam novos equipamentos, missões e itens cosméticos. Atualmente, o jogo está na 3ª temporada, que foi lançada em 3 de novembro de 2022 para PC.

## Recepção
A versão de acesso antecipado de Deep Rock Galactic foi bem recebida pelos críticos, que elogiaram a atmosfera do jogo e os níveis desafiadores. Vários críticos compararam partes da experiência com Left 4 Dead. A versão completa do jogo foi lançada em 13 de maio de 2020. No Metacritic, o jogo tem uma pontuação de 85, indicando "críticas geralmente favoráveis". Em janeiro de 2023, o jogo tinha mais de 145.000 avaliações de usuários e uma classificação "Extremamente positiva" no Steam.
Nic Reuben, do site britânico Rock, Paper, Shotgun, gostou de como as classes do jogo se encaixavam bem e eram viáveis para cooperação, dizendo que "cada classe é viável e agradável". Matt Miller, do Game Informer, apreciou como os objetivos secundários únicos deram ao jogo uma dinâmica de risco/recompensa.
Phil Iwaniuk, escrevendo para a PC Gamer, gostou da tensão que a fase de exfiltração traz para cada missão e das atualizações persistentes que permitem ao jogador personalizar seu anão. Leana Hafer da IGN elogiou as habilidades distintas de cada um dos anões e o estilo visual low-poly, mas criticou o jogo por seus problemas de conexão, dizendo "Cerca de uma em cada cinco missões, eu tive problemas de conexão que poderiam causar outros os jogadores atrasarem (lag) severamente e se desconectarem."
A Ghost Ship Games declarou que Deep Rock Galactic vendeu mais de 2 milhões de unidades até janeiro de 2021, 3 milhões de vendas até novembro de 2021, 4 milhões de cópias até junho de 2022. e 5,5 milhões de cópias até janeiro de 2023
Em março de 2021, a Ghost Ship Games e a Coffee Stain Publishing ganharam os prêmios de Jogo Indie do Ano e Excelência em Multijogador no South by Southwest.